# Just an Illusion
„Just a Illusion“ (в превод на български език – Просто илюзия) е популярно изпълнение на британското трио Имаджинейшън.
Песента е написана в съавторство на Стив Джоли, Тони Суейн, Ашли Инграм и Лий Джон, като песента става тотален европейски хит, достигайки № 2 в родната Великобритания. В САЩ „Just a Illusion“ достига до №27 в класацията за Черна музика. Песента достигна №15 във вечната класация за танци.
В България песента също е много популярна, което води до записването на български вариант, наречен „Ненужен“, като автор на текста е Димитър Керелезов, и е изпълнена от Братя Аргирови.